# Gary Anderson (skytt)
Gary Anderson, född 8 oktober 1939, var en svenskättad amerikansk sportskytt.
Anderson vann 1964 och 1968 OS-guld i fritt gevär 300 meter och 13 VM-guld, varav 7 individuella, 5 VM-silver (av vilka två individuella) och fyra VM-brons (varav ett individuellt). Han satte under 1960-talet även flera världsrekord. Gary Anderson var från 1990 vice ordförande i International Shooting Sport Federation (ISSF).